# Ludwig Fulda
Ludwig Anton Salomon Fulda (15. července 1862 Frankfurt nad Mohanem – 30. března 1939 Berlín) byl německý židovský spisovatel, básník, dramatik a překladatel.   

## Životopis

### Mládí
Ludwig Fulda pocházel z židovské rodiny, která žila ve Frankfurtu nad Mohanem od roku 1639. Byl synem obchodníka Carla Hermanna Fuldy (1836–1917) a jeho manželky Clementine, rozené Oppenheimerové (1839–1916), dcery Julia Philippa Oppenheimera (1812–1869), obchodníka a prvního židovského radního frankfurtského magistrátu. Ludwigowi sourozenci byli Paul (1865–1920) a Auguste Rose Bruck (1872).
Fulda navštěvoval Philanthropin (židovská základní škola a gymnázium ve Frankfurtu) a od roku 1874 Städtisches Gymnasium, kde byl žákem Tycha Mommsena a Theodora Creizenacha. Po prvních žákovských pokusech o psaní jeho spisovatelská kariéra začala za studií germanistiky a filozofie v Heidelbergu. Přispíval do historicko-kritické edice poezie poté, když opustil své komerční vzdělání. Po absolvování studií na Berlínské univerzitě, Lipské univerzitě a Heidelberské univerzitě získal v roce 1883 doktorát. 
V témže roce měla ve frankfurtském městském divadle premiéru jeho první komedie Die Aufrichtigen. Od roku 1884 žil jako spisovatel na volné noze v Mnichově, v roce 1887 zase ve Frankfurtu, v letech 1888–1894 v Berlíně, pak opět v Mnichově, a nakonec od roku 1896 natrvalo v Berlíně.

### Období do 1. světové války
Spolu se svým přítelem Maxem Bernsteinem vyvíjel marketingové strategie pro literární díla a také způsoby, jak obejít cenzuru. V roce 1886 oba zorganizovali první představení Henrika Ibsena The Ghosts v Německu (v Augsburgu) jako oficiálně neveřejné představení. Následně Fulda v roce 1889 založil spolu s Otto Brahmem a Fritzem Mauthnerem v Berlíně divadelní klub Freie Bühne Berlin, který vedl od roku 1898 až do zrušení organizace v roce 1901.
R. 1893 se ve Frankfurtu oženil s herečkou Idou Theumann (1869–1926). Manželství skončilo rozvodem v roce 1903. R. 1908 se ve Frankfurtu oženil s Helene roz. Grinwalszky-Hermann (1879–1944), dcerou herce Carla Grinwalszky-Hermanna. S ní měl syna Carla Hermanna Fuldu (1909–1975). Měl ještě dvě partnerky: starší sestru Idy Jeannette Körner roz. Theumann (1854–1940) a Louisu Moszkowski roz. Chaminade (1863–1900).

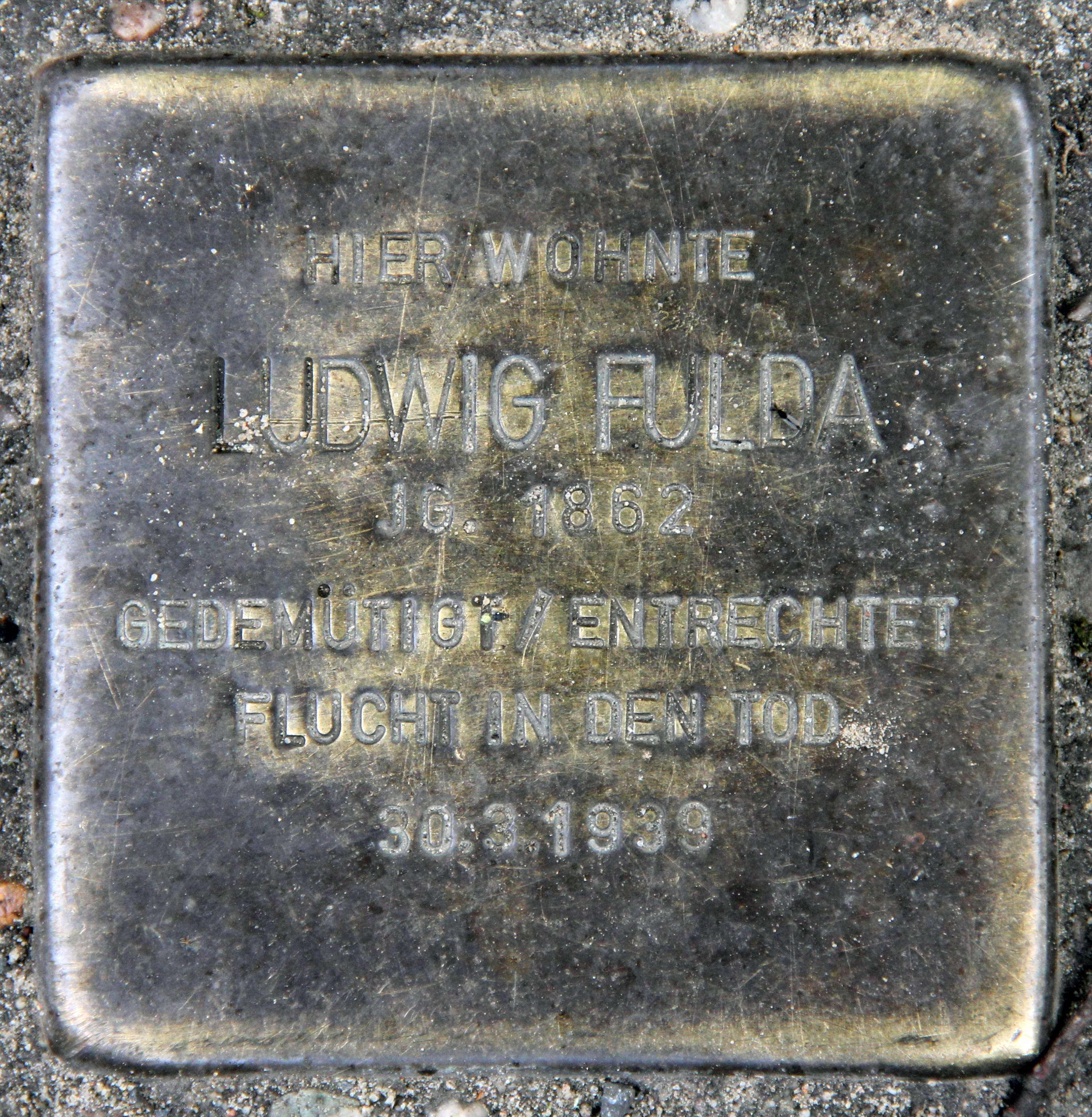
Stolperstein, Miquelstraße 86 – Berlin-Dahlen

Ludwig Fulda psal především básně a divadelní hry a působil také jako překladatel. Neúnavně bojoval za profesní zájmy spisovatelů, např. jako spoluzakladatel a vůdce asociace Goethe-Bund v Berlíně proti cenzuře zákona Lex Heinze a v roce 1906 proti zatčení Maxima Gorkého po petrohradské Krvavé neděli. V letech 1906 a 1913 absolvoval přednáškové cesty po Spojených státech na pozvání Německé společnosti. V roce 1908 byl spoluzakladatelem, dlouholetým předsedou (1918–1930) a nakonec čestným prezidentem (1930–1933) svazu Verbands deutscher Bühnenschriftsteller und Bühnenkomponisten.

### Období před 2. světovou válkou
Fuldu zasáhla vlna národního nadšení na začátku první světové války. V říjnu 1914 byl spolu s Hermannem Sudermannem a Georgem Reickem jedním z autorů výzvy 93 vědců a umělců „An die Kulturwelt!“. On a jeho kolegové chtěli vyvážit tiskové zprávy o zvěrstvech spáchaných německými vojáky během okupace Belgie. Během války pracoval v průzkumné službě Reichsmarineamts a napsal řadu válečných básní a přednášek.
Po skončení války byl loajální k Výmarské republice, prosazoval brzké usmíření s válečnými odpůrci. Jeho obhajoba autorských práv ho předurčila k práci v Pruské akademii umění, když byl v roce 1926 zakládajícím členem básnické sekce. Sehrál klíčovou roli v prodloužení doby ochrany autorských práv z 30 na 50 let. V letech 1925–1932 byl spolu s Karlem Federnem prvním prezidentem německého PEN klubu (PEN = poets, playwrights, editors, essayists, novelists) a od roku 1926 předsedou Senátu básnické sekce Pruské akademie umění.
V létě 1932, v den jeho 70. narozenin, mu říšský prezident Paul von Hindenburg udělil Goethovu medaili za umění a vědu. Město Frankfurt mu udělilo čestnou plaketu jako uznání jeho jevištních úspěchů a angažovanosti v Goethově domě spolku Freies Deutsches Hochstift. Následovala další domácí i zahraniční vyznamenání, například v dubnu 1933 obdržel prsten Burgtheater-Ring za nejčastěji uváděného žijícího německojazyčného autora.
Po převzetí moci nacionálním socialismem se Fulda pokusil ochránit akademii před konformitou a podepsal 16. března 1933 prohlášení loajality sepsané Gottfriedem Bennem. Dne 8. května 1933 byl jako Žid vyloučen z básnické sekce Pruské akademie umění a 12. října 1935 z Říšské literární komory, což bylo spojeno se zákazem publikování. Jeho hry, které měly v roce 1932 v Německu 429 představení, se již nesměly hrát.
Od roku 1935 s manželkou často pobýval ve Francii a Itálii, zejména ve své letní vile Haus Laurin u jezera Carezza v Jižním Tyrolsku. V roce 1937/1938 strávil Nový rok se svým synem Karlem Hermannem Fuldou, v New Havenu, ale musel se vrátit do Německa, kde mu byl 16. září 1938 zabaven cestovní pas. Čtvrtina jeho majetku byla zkonfiskována počátkem léta 1938 a po listopadových pogromech v roce 1938 podléhal také odvodu židovského majetku. Přes čestné prohlášení podepsané jeho synem 28. listopadu 1938 a další záruku od přítele z New Yorku nedostal vstupní vízum do USA, protože kvóta pro přijetí byla vyčerpána.
V Německu mu bylo zakázáno vycházet ven a byl nucen používat křestní jméno Izrael. Dva dny poté, co říšské ministerstvo hospodářství 28. března 1939 zamítlo jeho žádost o vynětí prstenu Burgtheater, který získal, z povinnosti odevzdat všechny cennosti, kterou měli všichni Židé, si vzal život. Zemřel 30. března ve věku 76 let v Berlíně a byl pohřben na lesním hřbitově Dahlem. Jeho hrob je nyní čestným hrobem města Berlína.

### Tvorba
V letech 1888–1932 byl Ludwig Fulda jedním z nejčastěji hraných dramatiků své doby s úzkými vazbami na literární život a literární instituce od Německé říše po Výmarskou republiku. Napsal celkem 50 scénických her, z toho 38 celovečerních her a dvanáct jednoaktovek, a také 29 dramatických překladů ve verších a próze.
Jeho první tragédie, Christian Günther, byla přijata Městským divadlem ve Frankfurtu v roce 1882, ale nebyla provedena. Jeho druhý kus, jednoaktová komedie Die Aufrichtigen, byla po premiéře v únoru 1883 hodnocena kritiky jako „zcela bez talentu“. Úspěch u diváků i kritiků zaznamenala až jednoaktovka Unter vier Augen, která měla premiéru v Augsburgu v roce 1886. V roce 1888 měla v Berlíně premiéru jeho komedie Die wilde Jagd a brzy byla uvedena ve vídeňském Burgtheater. Za jeho hlavní dílo je považována pohádková hra Der Talisman, která měla premiéru 4. února 1893 v Berlíně s Josefem Kainzem v hlavní roli. Přebrala motiv pohádky Des Kaisers neue Kleider od Hanse Christiana Andersena. Wilhelm II zabránil Fuldovi v udělení Schillerovy ceny v roce 1893, protože se zjevně cítil parodován zobrazením autokratického panovníka v této hře. 
Největší úspěchy měl Fulda před přelomem století. Komedie Jugendfreunde (1897) byla uvedena na 824 scénách, Die Zwillingsschwester (1901) na 624. Tato hra měla i mezinárodní úspěch a byla zfilmována v USA, v letech 1925 a 1941 (The Woman with Two Faces režiséra George Cukora s Gretou Garbo v hlavní roli). Komedie Der Seeräuber (1912) poskytla předlohu pro muzikál „The Pirate“ Samuela Nathaniela Behrmana a Colea Portera, který v roce 1948 zfilmoval Vincente Minnelli s Judy Garland a Gene Kelly.
Fulda se obvykle stylově orientoval na své vzory, např. na Rodericha Benedixe ve svých prvních hrách, později na Oscara Blumenthala a od počátku 90. let 19. století na naturalismus. Trvale se zapsal jako překladatel děl světové literatury ze sedmi jazyků do němčiny. Přeložil mj. díla Molièra, Beaumarchaise, Goldoniho, Calderóna, Tirsa de Molina, Lope de Vega, Ibsena a Jacquese Offenbacha.
Fulda obdržel řadu cen a vyznamenání. Jeho jméno se objevilo na pamětní desce, kterou v roce 2005 vztyčil spolek Städtische Bühnen Frankfurt na počest svých členů, kteří se stali obětí nacionálněsocialistické perzekuce. V roce 2010 položil Gunter Demnig před jeho posledním domem na Miquelstraße 86 v Berlíně-Dahlem Stolpersteine. Byla po něm pojmenována ulice Ludwig-Fulda-Weg ve Frankfurtu nad Mohanem-Riedbergu.
Jeho pozůstalost věnoval syn v roce 1955 spolku Freies Deutsches Hochstift.

## Dílo
- Die Aufrichtigen, Lustspiel, 1883
- Satura. Grillen und Schwänke. Reißner, Leipzig 1884. (Digitalisat)
- Das Recht der Frau, Lustspiel, 1886
- Die wilde Jagd ..., 1888
- Gedichte, 1890
- Die Aufrichtigen, Lustspiel, 1890
- Unter vier Augen, Lustspiel, 1890
- Das verlorene Paradies, Schauspiel, 1892; verfilmt 1917 Regie: Bruno Rahn oder Harry Fredall
- Der Talisman, Dramatisches Märchen, 1893
- Robinsons Eiland, Komödie, 1896
- Fräulein Wittwe, Lustspiel, 1896
- Lästige Schönheit, Dramatisches Gedicht, 1897
- Der Sohn des Kalifen, 1897
- Jugendfreunde, 1898
- Herostrat, Tragödie, 1898
- Die Zeche, Schauspiel, 1899
- Neue Gedichte, 1900
- Schlaraffenland, Märchenschwank, 1900
- Die Zwillingsschwester, Lustspiel, 1901; verfilmt 1925 und 1941 (Die Frau mit den zwei Gesichtern)
- Kaltwasser, Lustspiel, 1902
- Prolog zur Einweihung des neuen Frankfurter Schauspielhauses am 1. November 1902
- Aus der Werkstatt. Studien und Anregungen, 1904
- Schiller und die neue Generation, Vortrag, 1904
- Maskerade, Schauspiel, 1904
- Der heimliche König, romantische Komödie, 1906
- Amerikanische Eindrücke, 1906
- Der Dummkopf, Lustspiel, 1907; verfilmt 1920 Regie: Lupu Pick
- Das Exempel, 1909
- Sieben Einakter ..., 1909
- Herr und Diener, 1910
- Aladdin und die Wunderlampe, 1912
- Der Seeräuber, 1912; Vorlage für das Filmmusical Der Pirat (1948)
- Deutsche Kultur und Ausländerei, 1916
- Der Lebensschüler, Schauspiel, 1916
- Die Richtige, 1918
- Das Wundermittel, 1920
- Der Vulkan, Lustspiel, 1922
- Die Geliebte, Komödie, 1923
- Die Gegenkandidaten, Komödie, 1924
- Die Durchgängerin, Lustspiel, 1925
- Bunte Gesellschaft, 1927
- Die Reform des Urheberrechtes, 1928
- Die verzauberte Prinzessin, 1930
- Die Karriere, Ein Stück in fünf Stationen, 1932. UA 3. Juni 1932 Dresden (Staatliches Schauspielhaus)

### Překlady
- Molière: Der Tartueff, 1890
- Molière: Meisterwerke, 1892
- Pierre Augustin Caron de Beaumarchais: Figaros Hochzeit oder der tolle Tag, 1897
- Edmond Rostand: Cyrano von Bergerac, 1898
- Henrik Ibsen: Peer Gynt, 1916
- Die gepuderte Muse. Französische Verserzählungen des Rokoko. Deutsche Übertragung. Propyläen-Verlag, Berlin 1922

### Vydání dopisů
- Ludwig Fulda. Briefwechsel 1882–1939. Zeugnisse des literarischen Lebens in Deutschland. 2 Bde., hrsg. v. Bernhard Gajek u. Wolfgang von Ungern-Sternberg. Lang, Frankfurt am Main u. a. 1988, (= Regensburger Beiträge zur deutschen Sprach- und Literaturwissenschaft; Reihe A/Quellen; 4)

### V češtině
- Talisman: dramatická pohádka o čtyřech jednáních – přeložil Jaroslav Kvapil. Praha: František Šimáček, 1894[1]
- Otrokyně: činohra ve čtyřech jednáních – př. Václav Hübner. Praha: Mamert Knapp, 1896
- Tváří v tvář: veselohra v jednom jednání – př. Jan Emil Šlechta. Praha: M. Knapp, 1897
- Blíženka: veselohra o čtyřech dějstvích – veršem přeložil Bohdan Kaminský. Praha: Alois Wiesner, 1903
- Janek: der Dummkopf: veselohra o pěti dějstvích – př. B. Kaminský 1908
- Pán a sluha: hra o třech jednáních: [použito myšlenky Bandellovy] – př. Antonín Klášterský. Praha: Jan Otto, 1910
- Divoká honba: veselohra nebo čtyřech jednáních – př. Bohdan Lachman. Praha: M. Knapp, 1911
- Karlovy Vary, světové lázně – s přispěním O. Blumenthala, L. Fuldy a dalších. Karlovy Vary: Magistrát, 1914
- Svatební cesta do Říma – úvod František Sekanina, př. Karla Tavíková; in: 1000 nejkrásnějších novel... č. 80. Praha: J. R. Vilímek, 1915
- Útěk z manželství: veselohra o čtyřech jednáních – přeložil a pro české divadlo upravil Pavel Rudolf. Praha: František Švejda, 1930?